# Rey Celestial
Rey Celestial, (spanska: Kungen av himmelen), egentligen Oscar Leonardo Torres Parra, född 29 augusti 1995 i delstaten Puebla, Mexiko, död 17 september 2017 i delstatshuvudstaden Heróica Puebla de Zaragoza, var en mexikansk fribrottare. Under sin korta karriär brottades han i många av de största förbunden i Mexiko, bland annat i Lucha Libre AAA Worldwide, The Crash Lucha Libre, Desastre Total Ultraviolento (DTU) och i International Wrestling League (IWL).
Han var vid sin död gift med en annan fribrottare vid namn La Magnifica som brottades för Consejo Mundial de Lucha Libre och de två hade en dotter tillsammans.

## Karriär
I slutet av 2012 deltog han i talangsökningsevenemanget ¿Quién Pinta para la Corona? och vann en av kategorierna och fick därmed ett kontrakt med AAA. 
Under 2013 arbetade han för AAA i öppningsmatcherna, innan slutade bokas för matcher i förbundet senare samma år År 2013 skulle han också arbeta mycket för Desastre Total Ultraviolento (DTU), där han var ett av de återkommande stora namnen. Han brottades samtidigt också i andra oberoende förbund i området Mexico City och Puebla med omnejd. Celestial var ett stort namn på den mexikanska fribrottningsscenen 2013 och 2014. 2014 så återvände han dock hem till Puebla men fortsatte brottas lokalt.
Det var inte förrän i mitten av 2017 som han regelbundet skulle brottas utanför Puebla igen. Rey Celestial skrev på för The Crash Lucha Libre, och a arbetade för The Crash fram till sin död. Sin sista match för förbundet gick han, bara fem dagar innan hans död i San Luis Potosí. Rey Celestial, i lag med Árkangel Divino och Astrolux vann över motståndarlaget bestående av Tiago, Látigo & Pegazuz.

## Död
Rey Celestial dödades den 17 september 2017 i en trolig smitolycka då han träffades av en bil i hög fart när han var på väg hem i sin hemstad Puebla. Rey Celestial överlevdes av sin fru, La Magnifica och deras dotter. Han hedrades av sitt tidigare förbund AAA efter sin död.